# Nacaduba vulcana
Nacaduba vulcana är en fjärilsart som beskrevs av Tite 1963. Nacaduba vulcana ingår i släktet Nacaduba och familjen juvelvingar. Inga underarter finns listade i Catalogue of Life.